# Wola Branicka-Kolonia
Wola Branicka-Kolonia est une localité polonaise de la gmina et du powiat de Zgierz en voïvodie de Łódź.